# 奧萊什基 (哈爾科夫區)
49°56′2″N 36°5′43″E / 49.93389°N 36.09528°E
奧萊什基（烏克蘭語：Олешки）是位於烏克蘭東部的村莊，由哈爾科夫州哈爾科夫區的皮索欽市鎮負責管轄。該村始建於1930年，面積0.2平方公里，海拔高度148米，2001年人口165，人口密度每平方公里825人。